# War Paint (álbum)
War Paint é o segundo álbum de estúdio da banda estadunidense The Dangerous Summer. Foi lançado em 19 de julho de 2011 sob o selo Hopeless Records.

## Track Listing
- War Paint
- Work In Progress
- No One's Gonna Need You More
- Good Things
- Siren
- Everyone Left
- Miscommunication
- I Should Leave Right Now
- Parachute
- In My Room
- Waves

## Produção
- Spencer Peterson: bateria
- Bryan Czap: guitarra
- Cody Payne: guitarra y baixo
- AJ Perdomo: voz

Fonte: Discogs